# Nicolas Brembre
Nicolas Brembre (mort le 20 février 1388) est un oligarque anglais du XIVe siècle proche du roi Richard II. 

## Biographie

### Jeunesse
Les origines de Nicolas Brembre sont méconnues, bien qu’il pourrait être apparenté à Thomas Brembre qui servit le roi Édouard III entre 1347 et 1355. Décrit comme un « homme riche et puissant de la ville » par Richard Grafton (qui le dit à tort drapier), il est le fils de John Brembre, et, devenu un citoyen et épicier de Londres, achète en 1372 les propriétés de Mereworth, Maplescombe, et West Peckham, dans le Kent, à la famille Malmains. Ses activités, notamment dans le commerce de la laine, font de lui un homme immensément riche, avec une fortune de 10 000 £.

### Lord-maire de Londres
La première apparition de Nicolas Brembre comme conseiller municipal date de 1372, et il siège alors pour la circonscription de Bread Street Ward, où il réside. Les citoyens sont alors divisés en deux partis, l’un dominé par John Northampton supportant Jean de Gand et John Wycliffe, et l’opposition conduite par William Walworth et John Philipot, partisans de William Coutenay. À la chute de Jean de Gand et ses partisans à la fin du règne d’Édouard III, Adam Stable, alors lord-maire de Londres, est destitué et remplacé par Brembre, qui appartenait à l’opposition. Il prend ses fonctions le 29 mars 1377, et est réélu l’année suivante.

### Désaccords politiques et exécution
Au Parlement de Gloucester en 1378, Thomas de Woodstock, oncle du roi, demande que Nicolas Brembre soit démis de ses fonctions de maire pour outrage d’un citoyen vis-à-vis d’un de ses partisans, mais sans qu’il n’y ait de suites. Ses relations avec Richard II vont conduire à sa perte, lorsque les Lords Appellant, nobles hostiles au roi, prennent contrôle du gouvernement et emprisonnent, exilent ou exécutent la plupart des proches de Richard. Malgré les efforts de Richard, Brembre est exécuté le 20 février 1388 pour trahison.